# كرونوزوم
كرونوزوم (بالإنجليزية: ChronoZoom) هو مشروع مجاني مفتوح المصدر يصور الزمن على أوسع نطاق ممكن من الانفجار العظيم حتى يومنا هذا. قام بتصميمه والتر ألفاريز ورولاند سايكو وطوره قسم علوم الأرض والكواكب في جامعة كاليفورنيا، بيركلي بالتعاون مع معهد أبحاث مايكروسوفت وجامعة موسكو الحكومية، كشف ألفاريز عن أول نموذج أولي لكرونوزوم في محاضرة أبحاث أعضاء هيئة التدريس بجامعة كاليفورنيا في بيركلي 2010. على الرغم من أن هذا العرض التوضيحي لم يعد متاحًا للجمهور عبر الإنترنت، يتوفر الآن إصدار آخر معاد كتابته بتنسيق HTML5 ومفتوح المصدر. تم استلهام كرونوزوم من دراسة التاريخ العظيم، وهو يقترب من توثيق وتصور الوقت والتاريخ بنفس الطريقة التي يتعامل بها جوجل إيرث مع الجغرافيا. يسمح كرونوزوم للمستخدمين برؤية المقياس الزمني الحقيقي عبر الفترات الكونية والجيولوجية والبيولوجية والاجتماعية.

## وصلات خارجية
- ChronoZoom HTML5 (بالإنجليزية)
- ChronoZoom Project Information نسخة محفوظة 15 أغسطس 2022 على موقع واي باك مشين. (بالإنجليزية)
- ChronoZoom at the Outercurve Foundation (بالإنجليزية)
- Microsoft Research Summit 2010: Visualizing a Universe of Data (بالإنجليزية)